# 伊萊克特拉 (加利福尼亞州)
伊萊克特拉（英語：Electra）是位於美國加利福尼亞州阿馬多爾縣的一個非建制地區。該地的面積和人口皆未知。

## 地理
伊萊克特拉的座標為38°19′56″N 120°40′17″W / 38.33222°N 120.67139°W，而該地的平均海拔高度為230米（即755英尺）。